# Eressos
Eressos (græsk: Ερεσός, oldgræsk: Ἔρεσος) er en by på den græske ø Lesbos.